# توماس كوبر دي ليون
توماس كوبر دي ليون (بالإنجليزية: Thomas Cooper de Leon)‏ هو صحفي أمريكي، ولد في 21 مايو 1839، وتوفي في 19 مارس 1914.

## وصلات خارجية
- توماس كوبر دي ليون على موقع قاعدة بيانات برودواي على الإنترنت (الإنجليزية)